# Kreis Nimptsch
| Kreis Nimptsch                   | Kreis Nimptsch                                    |
| -------------------------------- | ------------------------------------------------- |
| Preußische Provinz               | Schlesien (1816–1919) Niederschlesien (1919–1932) |
| Regierungsbezirk                 | Reichenbach (1816–1820) Breslau (1820–1932)       |
| Kreisstadt                       | Nimptsch                                          |
| Fläche                           | 344 km² (1910)                                    |
| Einwohner                        | 30.239 (1925)                                     |
| Bevölkerungsdichte               | 88 Einwohner/km² (1925)                           |
|                                  |                                                   |
| Lage des Kreises Nimptsch (1905) |                                                   |

Der Kreis Nimptsch war ein von 1742 bis 1932 bestehender preußischer Landkreis in Schlesien. Das Landratsamt war in der Stadt Nimptsch. Das frühere Kreisgebiet liegt heute in der polnischen Woiwodschaft Niederschlesien.

## Verwaltungsgeschichte

### Königreich Preußen
Nach der Eroberung des größten Teils von Schlesien durch Preußen im Jahre 1741 wurden durch die königliche Kabinettsorder vom 25. November 1741 in Niederschlesien die preußischen Verwaltungsstrukturen eingeführt. Dazu gehörte die Einrichtung zweier Kriegs- und Domänenkammern in Breslau und Glogau sowie deren Gliederung in Kreise und die Einsetzung von Landräten zum 1. Januar 1742.
Im Fürstentum Brieg, einem der schlesischen Teilfürstentümer, wurden aus alten schlesischen Weichbildern die fünf preußischen Kreise Nimptsch, Brieg, Kreuzburg, Ohlau und Strehlen gebildet. Als erster Landrat des Kreises Nimptsch wurde Hans Melchior von Senitz-Rudolsdorff eingesetzt. Der Kreis Nimptsch unterstand der Kriegs- und Domänenkammer Breslau, bis er im Zuge der Stein-Hardenbergischen Reformen 1815 dem Regierungsbezirk Reichenbach der Provinz Schlesien zugeordnet wurde. Nach der Auflösung des Regierungsbezirks Reichenbach wurden der Kreis Nimptsch am 1. Mai 1820 dem Regierungsbezirk Breslau zugeteilt.
Seit dem 1. Juli 1867 gehörte der Kreis zum Norddeutschen Bund und ab dem 1. Januar 1871 zum Deutschen Reich. Am 21. Juli 1875 wurden die Landgemeinde und der Gutsbezirk Kobelau aus dem Kreis Nimptsch in den Kreis Frankenstein umgegliedert.

### Freistaat Preußen
Zum 8. November 1919 wurde die Provinz Schlesien aufgelöst und aus den Regierungsbezirken Breslau und Liegnitz die neue Provinz Niederschlesien gebildet. Zum 30. September 1928 wurden im Kreis Nimptsch entsprechend der Entwicklung im übrigen Freistaat Preußen alle Gutsbezirke aufgelöst und benachbarten Landgemeinden zugeteilt.
Zum 1. Oktober 1932 wurde der Kreis Nimptsch im Zuge von Sparmaßnahmen infolge der Weltwirtschaftskrise aufgelöst:
- Die Gemeinden Bischkowitz, Groß Tinz, Grunau, Jäschwitz, Klein Tinz, Kuhnau, Naselwitz, Poppelwitz, Rankau, Stein, Strachau b. Zobten und Wilschkowitz kamen zum Landkreis Breslau.
- Die Gemeinden Dürr Brockuth, Dürr Hartau, Glofenau, Gollschau, Gorkau, Grögersdorf, Grün Hartau, Jakobsdorf, Kaltenhaus, Karschau, Karzen, Klein Johnsdorf, Kurtwitz, Leipitz-Sadewitz, Mallschau, Manze, Naß Brockuth, Plottnitz, Prauß, Pudigau, Reichau, Reisau, Roßwitz, Roth Neudorf, Rothschloß, Schmitzdorf, Siegroth, Silbitz, Stachau, Strachau b. Nimptsch, Tiefensee und Wonnwitz kamen zum Kreis Strehlen.
- Die Gemeinden Kosemitz und Zülzendorf kamen zum Kreis Frankenstein.
- Die Stadt Nimptsch und alle übrigen Gemeinden kamen zum Kreis Reichenbach (Eulengebirge).

## Einwohnerentwicklung
| Jahr | Einwohner | Quelle |
| ---- | --------- | ------ |
| 1795 | 22.080    | [ 9 ]  |
| 1819 | 23.036    | [ 10 ] |
| 1846 | 29.178    | [ 11 ] |
| 1871 | 29.928    | [ 12 ] |
| 1885 | 31.656    | [ 13 ] |
| 1900 | 29.254    | [ 14 ] |
| 1910 | 29.127    | [ 14 ] |
| 1925 | 30.239    | [ 15 ] |

## Landräte
1742–175600Hans Melchior von Senitz-Rudelsdorff
1756–175800Conrad Adam von Schickfuß und Neudorff
1758–180700Carl Friedrich von Pfeil und Klein-Ellguth
1811–183400Moritz Julius Wilhelm von Helmrich
1835–185000Karl Friedrich Ferdinand von Studnitz
1851–185200Moritz von Prittwitz und Gaffron (1819–1888)
1855–186200Silvius von Goldfus
1863–187000Alfred von Saldern (1829–1904)
1870–187100Hermann Willibald von Studnitz (vertretungsweise)
1871–191300Carl Sylvius Magnus Adalbert von Goldfus
1913–192000Georg von Richthofen (1880–1950)
1920–193200Paul Seibold (1871–1954)
1932–000000Johannes Pintzke (vertretungsweise)

## Gemeinden
Der Kreis Nimptsch umfasste zuletzt eine Stadt und 78 Landgemeinden:
- Bad Dirsdorf
- Bischkowitz
- Dankwitz
- Dürr Brockuth
- Dürr Hartau
- Gaumitz
- Gleinitz
- Glofenau
- Gollschau
- Gorkau
- Grögersdorf
- Groß Jeseritz
- Groß Kniegnitz
- Groß Tinz
- Groß Wilkau
- Grün Hartau
- Grunau
- Heidersdorf
- Jakobsdorf
- Jäschwitz
- Jordansmühl
- Kaltenhaus
- Karlsdorf-Weinberg
- Karschau
- Karzen
- Kittelau
- Klein Ellguth
- Klein Johnsdorf
- Klein Kniegnitz
- Klein Tinz
- Kosemitz
- Kuhnau
- Kunsdorf
- Kurtwitz
- Langenöls
- Leipitz-Sadewitz
- Mallschau
- Manze
- Mlietsch
- Naselwitz
- Naß Brockuth
- Neudorf
- Nimptsch, Stadt
- Ober Johnsdorf
- Ober Panthenau
- Petersdorf
- Petrikau
- Plottnitz
- Poppelwitz
- Poseritz
- Prauß
- Pristram
- Prschiedrowitz
- Pudigau
- Quanzendorf
- Rankau
- Reichau
- Reisau
- Roßwitz
- Roth Neudorf
- Rothschloß
- Rudelsdorf
- Ruschkowitz
- Schmitzdorf
- Schwentnig
- Senitz
- Siegroth
- Silbitz
- Stachau
- Stein
- Strachau bei Nimptsch
- Strachau bei Zobten
- Thomitz
- Tiefensee
- Trebnig
- Wättrisch
- Wilschkowitz
- Wonnwitz
- Zülzendorf

Eingemeindungen bis 1929
- Kanigen, am 1. April 1929 zu Ober Johnsdorf
- Karlsdorf, vor 1908 zu Karlsdorf-Weinberg
- Klein Jeseritz, am 30. September 1928 zu Pudigau
- Leipitz, am 30. September 1928 zu Leipitz-Sadewitz
- Nieder Dirsdorf, am 30. September 1928 zu Bad Dirsdorf
- Ober Dirsdorf, am 30. September 1928 zu Bad Dirsdorf
- Pangel-Altstadt, am 20. Januar 1928 zu Nimptsch
- Ranchwitz, am 1. Januar 1931 zu Prauß
- Sadewitz, am 30. September 1928 zu Leipitz-Sadewitz
- Vogelgesang, am 20. Januar 1928 zu Nimptsch
- Weinberg, vor 1908 zu Karlsdorf-Weinberg
- Woislowitz, am 1. Juli 1929 zu Nimptsch